# قطعنامه ۱۴۳۳ شورای امنیت
قطعنامه ۱۴۳۳ شورای امنیت سازمان ملل متحد که در تاریخ ۱۵ اوت ۲۰۰۲ تصویب شد، سندی بین‌المللی دربارهٔ بررسی وضعیت در آنگولا است. این قطعنامه طی نشست ۴۶۰۴ام با ۱۵ رای موافق، ۰ مخالف و ۰ ممتنع تصویب شد.